# Siphocampylus
Siphocampylus är ett släkte av klockväxter. Siphocampylus ingår i familjen klockväxter.

## Bildgalleri

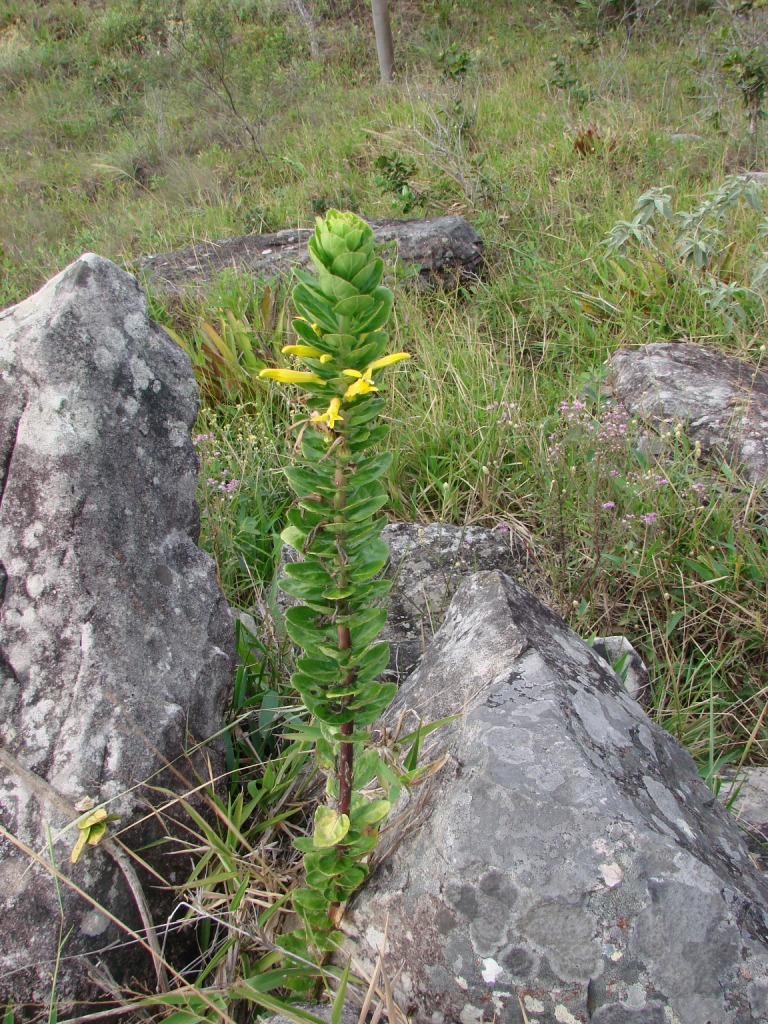
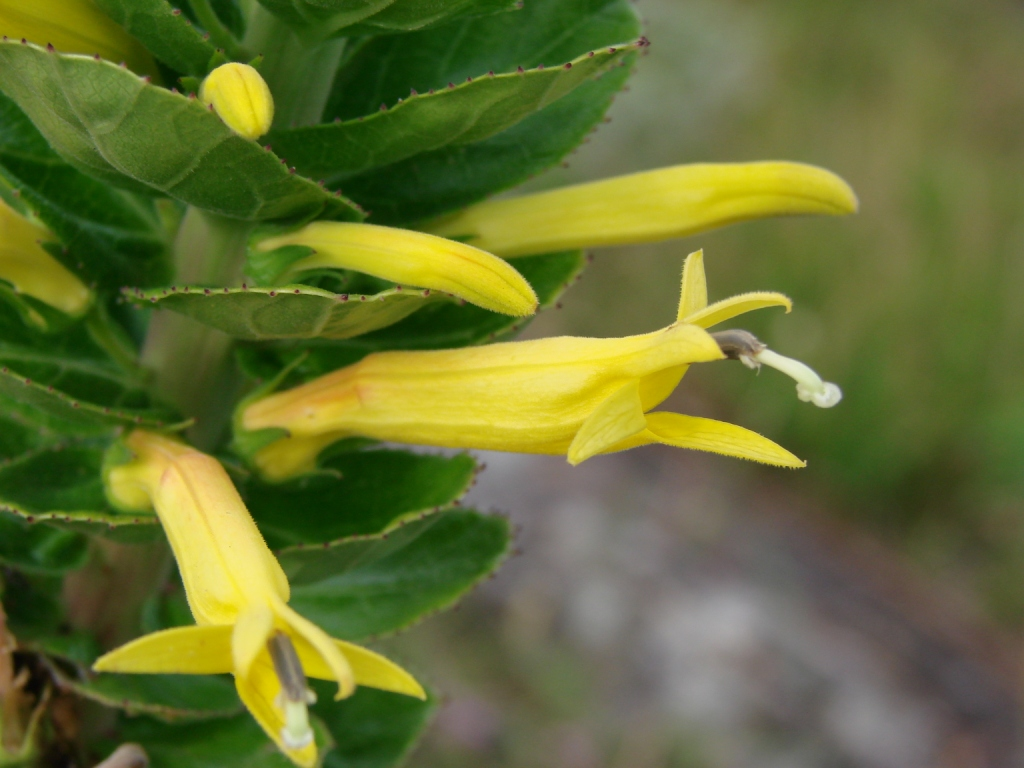
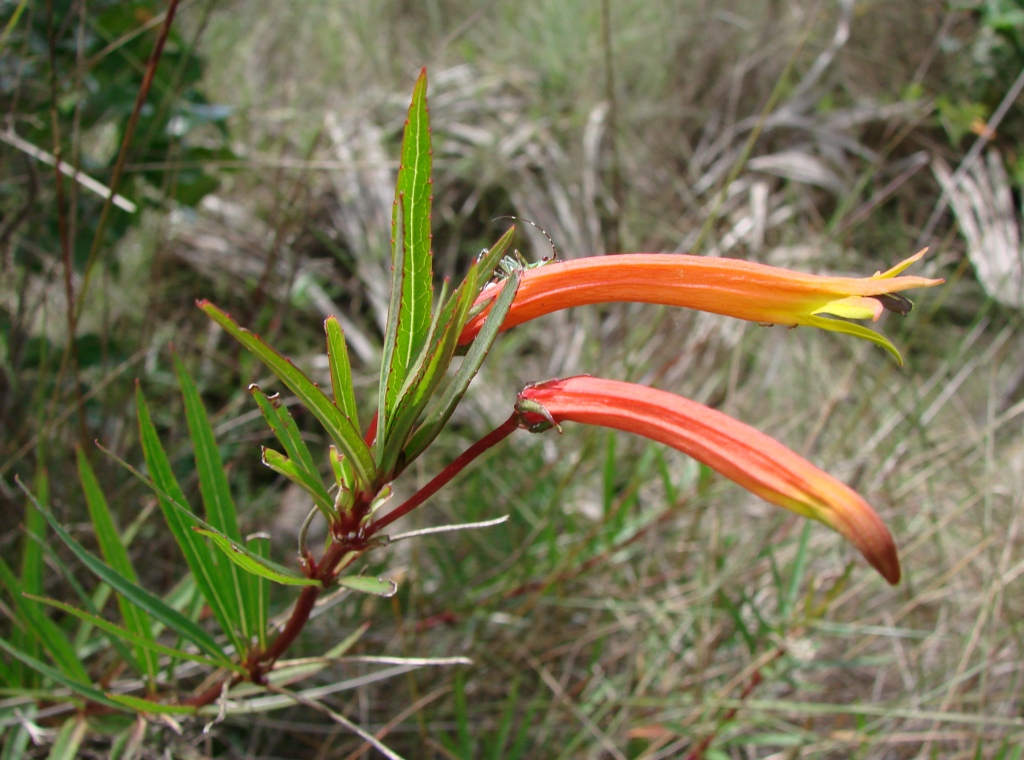
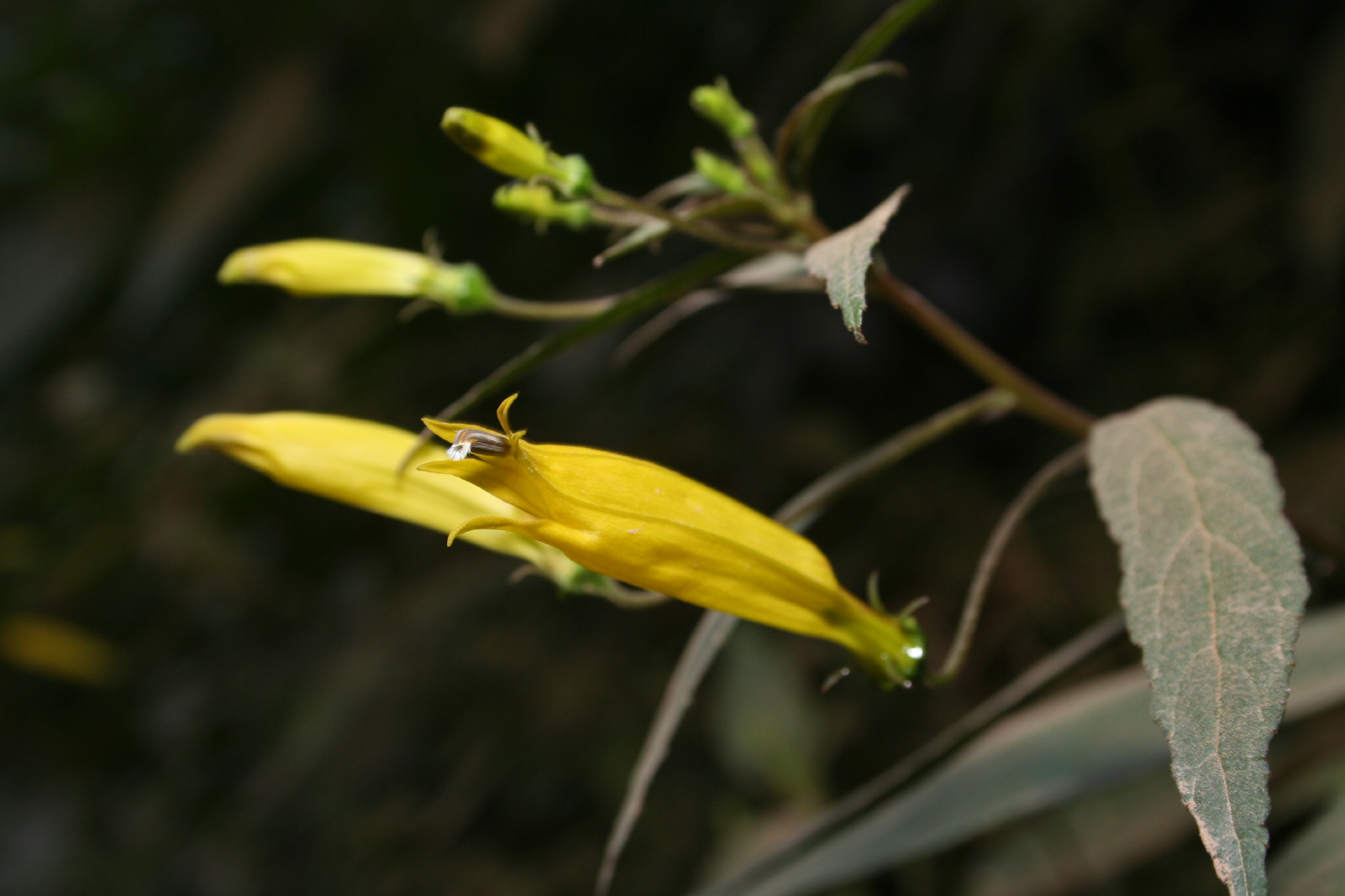
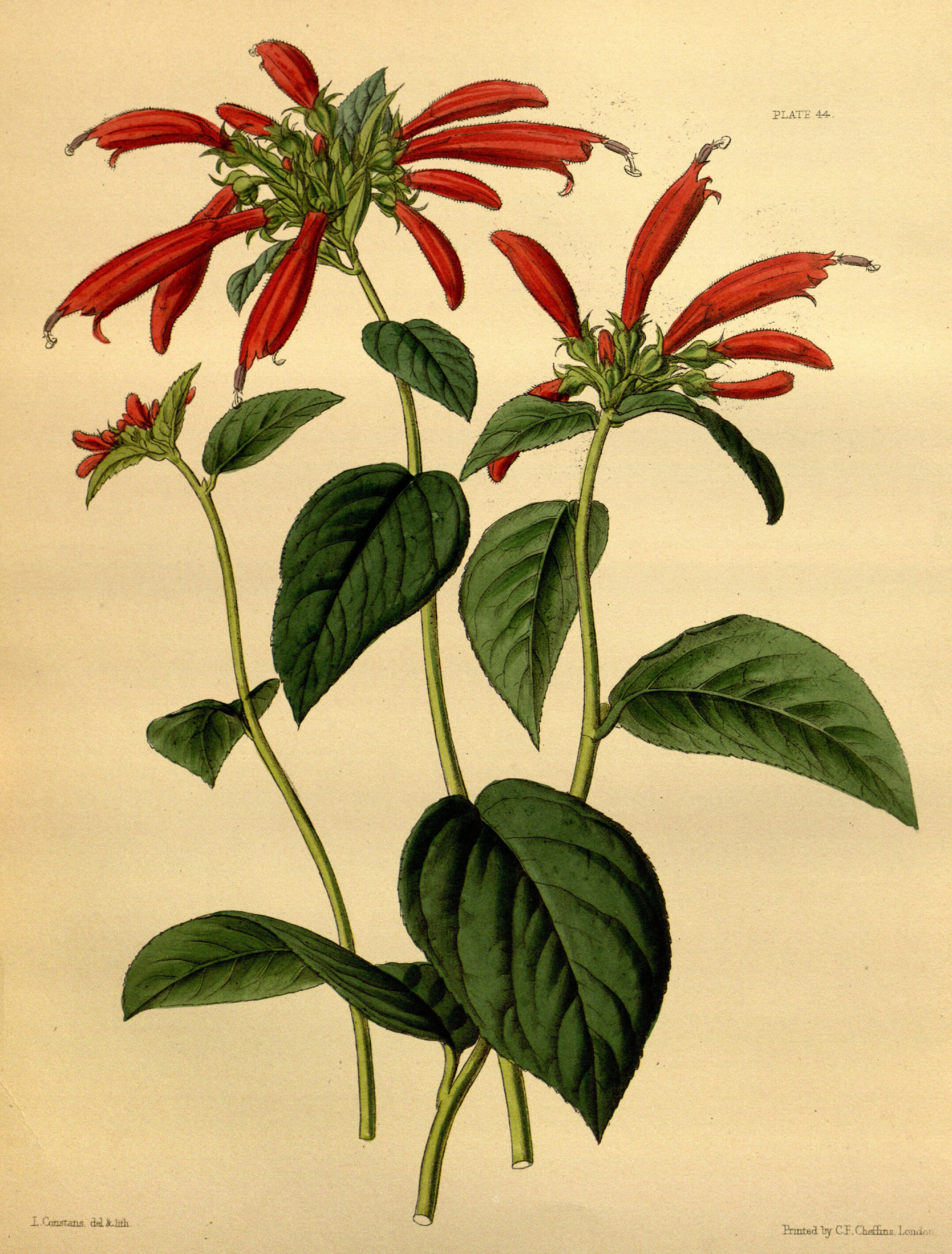

## Dottertaxa tillSiphocampylus, i alfabetisk ordning[1]
- Siphocampylus actinothrix
- Siphocampylus adhaerens
- Siphocampylus affinis
- Siphocampylus albiguttur
- Siphocampylus albus
- Siphocampylus amalfiensis
- Siphocampylus ambivalens
- Siphocampylus amoenus
- Siphocampylus andinus
- Siphocampylus angustiflorus
- Siphocampylus antioquianus
- Siphocampylus apricus
- Siphocampylus arachnes
- Siphocampylus argentinus
- Siphocampylus argutus
- Siphocampylus asplundii
- Siphocampylus attenuatus
- Siphocampylus aureus
- Siphocampylus aurocinctus
- Siphocampylus avicularis
- Siphocampylus ayersiae
- Siphocampylus baracoensis
- Siphocampylus benthamianus
- Siphocampylus betulifolius
- Siphocampylus bichromatus
- Siphocampylus bilabiatus
- Siphocampylus biserratus
- Siphocampylus bogotensis
- Siphocampylus boliviensis
- Siphocampylus bonplandianus
- Siphocampylus brevicalyx
- Siphocampylus brevidens
- Siphocampylus brevipedicellatus
- Siphocampylus buesii
- Siphocampylus bullatus
- Siphocampylus calodontus
- Siphocampylus candollei
- Siphocampylus capribarba
- Siphocampylus caudatus
- Siphocampylus cernuus
- Siphocampylus chloroleucus
- Siphocampylus citrinus
- Siphocampylus clotho
- Siphocampylus coltinya
- Siphocampylus columnae
- Siphocampylus comosus
- Siphocampylus convolvulaceus
- Siphocampylus cordatus
- Siphocampylus coronatus
- Siphocampylus correoides
- Siphocampylus corymbiferus
- Siphocampylus corynellus
- Siphocampylus corynoides
- Siphocampylus crenatus
- Siphocampylus cutervensis
- Siphocampylus darienensis
- Siphocampylus declinatus
- Siphocampylus decumbens
- Siphocampylus densidentatus
- Siphocampylus densiflorus
- Siphocampylus dentatus
- Siphocampylus denticulosus
- Siphocampylus dependens
- Siphocampylus dillonii
- Siphocampylus domingensis
- Siphocampylus dossennus
- Siphocampylus dubius
- Siphocampylus duploserratus
- Siphocampylus ecuadorensis
- Siphocampylus eichleri
- Siphocampylus elegans
- Siphocampylus elfriedii
- Siphocampylus ellipticus
- Siphocampylus elsworthii
- Siphocampylus fallax
- Siphocampylus fiebrigii
- Siphocampylus fimbriatus
- Siphocampylus fissus
- Siphocampylus flagelliformis
- Siphocampylus floribundus
- Siphocampylus fluminensis
- Siphocampylus foliosus
- Siphocampylus fruticosus
- Siphocampylus fulgens
- Siphocampylus funiculosus
- Siphocampylus furax
- Siphocampylus giganteus
- Siphocampylus glaber
- Siphocampylus glareosus
- Siphocampylus goebelii
- Siphocampylus grandiflorus
- Siphocampylus heliades
- Siphocampylus helmutii
- Siphocampylus hispidus
- Siphocampylus humboldtianus
- Siphocampylus humilis
- Siphocampylus hypoleucus
- Siphocampylus hypopogon
- Siphocampylus hypsophilus
- Siphocampylus igneus
- Siphocampylus imbricatus
- Siphocampylus isochilus
- Siphocampylus jelskii
- Siphocampylus keissleri
- Siphocampylus krauseanus
- Siphocampylus kuntzeanus
- Siphocampylus laevigatus
- Siphocampylus lasiandrus
- Siphocampylus lauroanus
- Siphocampylus lecomtei
- Siphocampylus leptophyllus
- Siphocampylus lindleyi
- Siphocampylus lobbii
- Siphocampylus longibracteolatus
- Siphocampylus longior
- Siphocampylus longipedunculatus
- Siphocampylus lorentzii
- Siphocampylus loxensis
- Siphocampylus lucidus
- Siphocampylus lucifer
- Siphocampylus lycioides
- Siphocampylus macropodoides
- Siphocampylus macropodus
- Siphocampylus macrostemon
- Siphocampylus manettiiflorus
- Siphocampylus matthiaei
- Siphocampylus maxonis
- Siphocampylus megalanthus
- Siphocampylus megastoma
- Siphocampylus membranaceus
- Siphocampylus microstoma
- Siphocampylus mirabilis
- Siphocampylus moritzianus
- Siphocampylus nematosepalus
- Siphocampylus nemoralis
- Siphocampylus neurotrichus
- Siphocampylus nitidus
- Siphocampylus niveus
- Siphocampylus nobilis
- Siphocampylus nummularius
- Siphocampylus oblongifolius
- Siphocampylus obovatus
- Siphocampylus obtusus
- Siphocampylus odontosepalus
- Siphocampylus onagrius
- Siphocampylus orbignianus
- Siphocampylus oscitans
- Siphocampylus ovatus
- Siphocampylus palilloanus
- Siphocampylus pallidus
- Siphocampylus paramicola
- Siphocampylus parvifolius
- Siphocampylus parvilobus
- Siphocampylus patens
- Siphocampylus pavonis
- Siphocampylus penduliflorus
- Siphocampylus peruvianus
- Siphocampylus phaeton
- Siphocampylus pilosus
- Siphocampylus platysiphon
- Siphocampylus plegmatocaulis
- Siphocampylus polyanthus
- Siphocampylus polycladus
- Siphocampylus polyphyllus
- Siphocampylus popayanensis
- Siphocampylus pozuzensis
- Siphocampylus praevaricator
- Siphocampylus psilophyllus
- Siphocampylus puberulus
- Siphocampylus purdieanus
- Siphocampylus pyriformis
- Siphocampylus queluzensis
- Siphocampylus quetamensis
- Siphocampylus quindioros
- Siphocampylus radiatus
- Siphocampylus ravidus
- Siphocampylus rectiflorus
- Siphocampylus reflexus
- Siphocampylus reticulatus
- Siphocampylus retrorsus
- Siphocampylus rictus
- Siphocampylus rosmarinifolius
- Siphocampylus rostratus
- Siphocampylus ruber
- Siphocampylus rupestris
- Siphocampylus rusbyanus
- Siphocampylus salviifolius
- Siphocampylus sanchezii
- Siphocampylus sandemanii
- Siphocampylus sanguineus
- Siphocampylus scandens
- Siphocampylus sceptrum
- Siphocampylus schizandrus
- Siphocampylus schlimianus
- Siphocampylus schultzeanus
- Siphocampylus secundus
- Siphocampylus sissi
- Siphocampylus smilax
- Siphocampylus sonchifolius
- Siphocampylus soraticus
- Siphocampylus sparsipilus
- Siphocampylus splendens
- Siphocampylus spruceanus
- Siphocampylus steinii
- Siphocampylus stenolobus
- Siphocampylus subcordatus
- Siphocampylus subglaber
- Siphocampylus sulfureus
- Siphocampylus tenuisepalus
- Siphocampylus tillettii
- Siphocampylus tolimanus
- Siphocampylus tortuosus
- Siphocampylus trianae
- Siphocampylus tuberculatus
- Siphocampylus tunarensis
- Siphocampylus tunicatus
- Siphocampylus tupiformis
- Siphocampylus umbellatus
- Siphocampylus uncipes
- Siphocampylus warmingii
- Siphocampylus vatkeanus
- Siphocampylus weberbaueri
- Siphocampylus venosus
- Siphocampylus venustus
- Siphocampylus werdermannii
- Siphocampylus versicolor
- Siphocampylus verticillatus
- Siphocampylus westinianus
- Siphocampylus veteranus
- Siphocampylus williamsii
- Siphocampylus violaceus
- Siphocampylus viscidus
- Siphocampylus yerbalensis
- Siphocampylus yumuriensis